# Список эскадренных миноносцев типа «Арли Берк»
В этот список включены эскадренные миноносцы типа «Арли Берк», построенные, строящиеся или запланированные к постройке на 18 декабря 2017 года.

## Корабли серии I

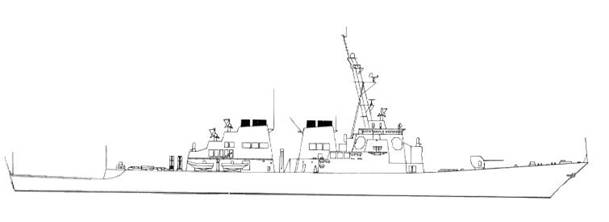
Профиль эсминцев «Арли Бёрк» серии I

| Название          | Дата заказа корабля | Верфь                | Начало строительства | Спуск на воду    | Ввод в боевой строй | База приписки | Эскадра                       |
| ----------------- | ------------------- | -------------------- | -------------------- | ---------------- | ------------------- | ------------- | ----------------------------- |
| «Арли Берк»       | 2 апреля 1985       | Bath Iron Works      | 6 декабря 1988       | 12 декабря 1989  | 4 июля 1991         | Норфолк       | 26-я эскадра эсминцев УРО     |
| «Барри»           | 26 мая 1987         | Ingalls Shipbuilding | 26 февраля 1990      | 10 мая 1991      | 12 декабря 1992     | Норфолк       | 28-я эскадра эсминцев УРО     |
| «Джон Пол Джонс»  | 25 сентября 1987    | Bath Iron Works      | 8 августа 1990       | 26 октября 1991  | 18 декабря 1993     | Сан-Диего     | 23-я эскадра эсминцев УРО     |
| «Кертис Уилбер»   | 13 декабря 1988     | Bath Iron Works      | 12 марта 1992        | 16 мая 1993      | 4 апреля 1994       | Йокосука      | 15-я эскадра эсминцев УРО     |
| «Стаут»           | 13 декабря 1988     | Ingalls Shipbuilding | 8 августа 1991       | 16 октября 1992  | 13 августа 1994     | Норфолк       | 2-я эскадра эсминцев УРО      |
| «Джон С. Маккейн» | 13 декабря 1988     | Bath Iron Works      | 3 сентября 1991      | 26 сентября 1992 | 2 июля 1999         | Йокосука      | 15-я эскадра эсминцев УРО     |
| «Митчер»          | 13 декабря 1988     | Ingalls Shipbuilding | 12 февраля 1992      | 7 мая 1993       | 10 декабря 1994     | Норфолк       | 28-я эскадра эсминцев УРО     |
| «Лабун»           | 13 декабря 1988     | Bath Iron Works      | 23 марта 1992        | 20 февраля 1993  | 18 марта 1995       | Норфолк       | 28-я эскадра эсминцев УРО     |
| «Рассел»          | 22 февраля 1990     | Ingalls Shipbuilding | 24 июля 1992         | 20 октября 1993  | 20 мая 1995         | Перл-Харбор   | 31-я эскадра эсминцев УРО     |
| «Пол Хэмилтон»    | 22 февраля 1990     | Bath Iron Works      | 24 августа 1992      | 24 июля 1993     | 27 мая 1995         | Перл-Харбор   | 31-я эскадра эсминцев УРО     |
| «Рэмедж»          | 22 февраля 1990     | Ingalls Shipbuilding | 4 января 1993        | 11 февраля 1994  | 22 июля 1995        | Норфолк       | 28-я эскадра эсминцев УРО     |
| «Фицджеральд»     | 22 февраля 1990     | Bath Iron Works      | 9 февраля 1993       | 29 января 1994   | 14 октября 1995     | Сан-Диего     | 15-я эскадра эсминцев УРО     |
| «Стетем»          | 22 февраля 1990     | Ingalls Shipbuilding | 11 мая 1993          | 17 июня 1994     | 21 октября 1995     | Сан-Диего     | 15-я эскадра эсминцев УРО     |
| «Карни»           | 16 января 1991      | Bath Iron Works      | 3 августа 1993       | 23 июля 1994     | 13 апреля 1996      | Мэйпорт       | 24-я эскадра эсминцев УРО     |
| «Бенфолд»         | 16 января 1991      | Ingalls Shipbuilding | 27 сентября 1993     | 9 ноября 1994    | 30 марта 1996       | Сан-Диего     | 7-я эскадра эсминцев УРО      |
| «Гонзалес»        | 16 января 1991      | Bath Iron Works      | 3 февраля 1994       | 18 февраля. 1995 | 12 октября 1996     | Норфолк       | 28-я эскадра эсминцев УРО     |
| «Коул»            | 16 января 1991      | Ingalls Shipbuilding | 28 февраля 1994      | 10 февраля 1995  | 8 июня 1996         | Норфолк       | 2-я или 22-я эскадра эсминцев |
| «Салливанс»       | 8 апреля 1992       | Bath Iron Works      | 27 июля 1994         | 12 августа 1995  | 19 апреля 1997      | Мэйпорт       | 24-я эскадра эсминцев УРО     |
| «Милиус»          | 8 апреля 1992       | Ingalls Shipbuilding | 8 августа 1994       | 1 августа 1995   | 23 ноября 1996      | Сан-Диего     | 7-я эскадра эсминцев УРО      |
| «Хоппер»          | 8 апреля 1992       | Bath Iron Works      | 23 февраля 1995      | 6 января 1996    | 6 сентября 1997     | Перл-Харбор   | 31-я эскадра эсминцев УРО     |
| «Росс»            | 8 апреля 1992       | Ingalls Shipbuilding | 10 апреля 1995       | 23 марта 1996    | 28 июня 1997        | Норфолк       | 26-я эскадра эсминцев УРО     |

## Корабли серии II
| Название      | Дата заказа корабля | Верфь                | Начало строительства | Спуск на воду   | Ввод в боевой строй | База приписки | Эскадра                            |
| ------------- | ------------------- | -------------------- | -------------------- | --------------- | ------------------- | ------------- | ---------------------------------- |
| «Мэхэн»       | 8 апреля 1992       | Bath Iron Works      | 17 августа 1995      | 29 июня 1996    | 14 февраля 1998     | Норфолк       | 22-я или 26-я эскадра эсминцев УРО |
| «Дикейтор»    | 19 января 1993      | Bath Iron Works      | 11 января 1996       | 10 ноября 1996  | 29 августа 1998     | Сан-Диего     | 7-я эскадра эсминцев УРО           |
| «Макфол»      | 21 января 1993      | Ingalls Shipbuilding | 26 января 1996       | 18 января 1997  | 25 апреля 1998      | Норфолк       | 2-я или 22-я эскадра эсминцев УРО  |
| «Дональд Кук» | 19 января 1993      | Bath Iron Works      | 9 июля 1996          | 3 мая 1997      | 4 декабря 1998      | Норфолк       | 2-я или 22-я эскадра эсминцев УРО  |
| «Хиггинс»     | 19 января 1993      | Bath Iron Works      | 14 ноября 1996       | 4 сентября 1997 | 24 апреля 1999      | Сан-Диего     | 23-я эскадра эсминцев УРО          |
| «О’Кейн»      | 20 июля 1994        | Bath Iron Works      | 5 мая 1997           | 28 марта 1998   | 23 октября 1999     | Перл-Харбор   | 31-я эскадра эсминцев УРО          |
| «Портер»      | 20 июля 1994        | Ingalls Shipbuilding | 2 декабря 1996       | 12 ноября 1997  | 20 марта 1999       | Норфолк       | 2-я эскадра эсминцев УРО           |

## Корабли серии IIA

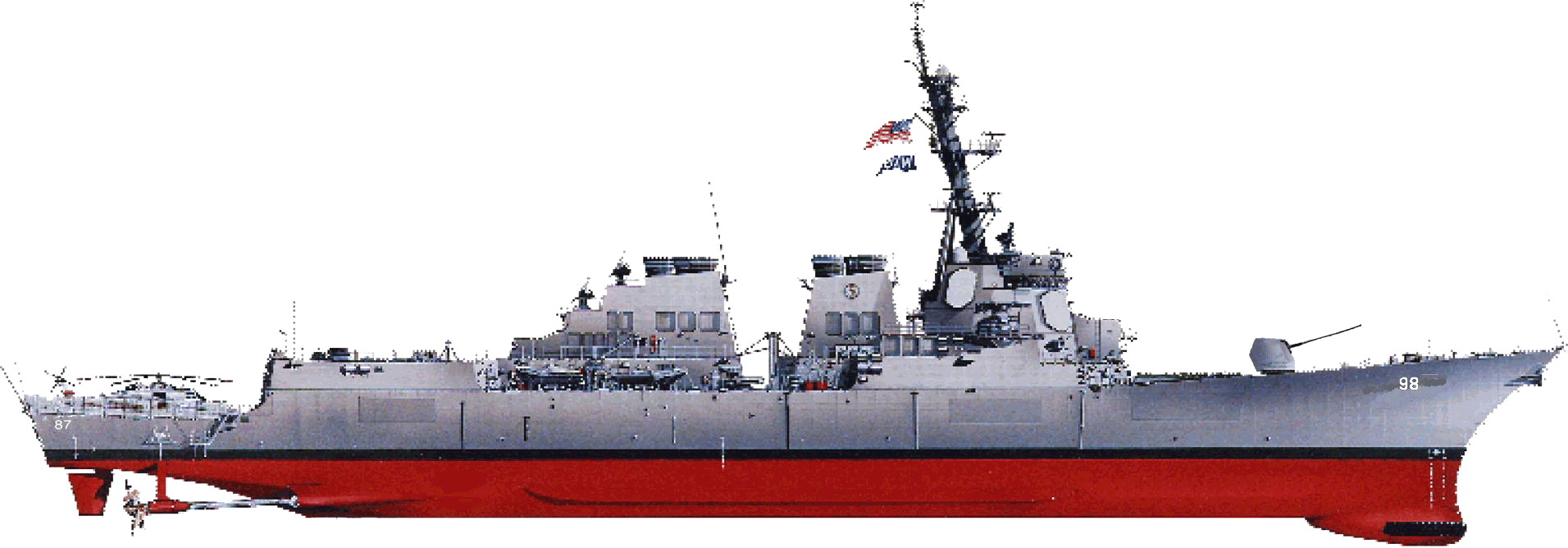
Профиль эсминцев типа «Арли Бёрк» серии IIA

| Название           | Дата заказа корабля | Верфь                | Начало строительства | Спуск на воду    | Ввод в боевой строй | База приписки         | Эскадра                            |
| ------------------ | ------------------- | -------------------- | -------------------- | ---------------- | ------------------- | --------------------- | ---------------------------------- |
| «Оскар Остин»      | 20 июля 1994        | Bath Iron Works      | 9 октября 1997       | 7 ноября 1998    | 19 августа 2000     | Норфолк               | 22-я или 26-я эскадра эсминцев УРО |
| «Рузвельт»         | 6 января 1995       | Ingalls Shipbuilding | 15 декабря 1997      | 10 января 1999   | 14 октября 2000     | Мэйпорт               | 24-я эскадра эсминцев УРО          |
| «Уинстон Черчилль» | 6 января 1995       | Bath Iron Works      | 9 мая 1998           | 17 апреля 1999   | 10 марта 2001       | Норфолк               | 26-я эскадра эсминцев УРО          |
| «Лассен»           | 6 января 1995       | Ingalls Shipbuilding | 24 августа 1998      | 16 октября 1999  | 21 апреля 2001      | Сан-Диего             | 15-я эскадра эсминцев УРО          |
| «Ховард»           | 20 июня 1996        | Bath Iron Works      | 12 декабря 1998      | 20 ноября 1999   | 20 октября 2001     | Сан-Диего             | 21-я эскадра эсминцев УРО          |
| «Балкли»           | 20 июня 1996        | Ingalls Shipbuilding | 10 мая 1999          | 21 июня 2000     | 8 декабря 2001      | Норфолк               | 26-я или 28-я эскадра эсминцев УРО |
| «Маккемпбэлл»      | 13 декабря 1996     | Bath Iron Works      | 16 июля 1999         | 2 июля 2000      | 17 августа 2002     | Сан-Диего             | 15-я эскадра эсминцев УРО          |
| «Шоуп»             | 13 декабря 1996     | Ingalls Shipbuilding | 13 декабря 1999      | 24 февраля 2001  | 22 июня 2002        | Эверетт               | 9-я эскадра эсминцев УРО           |
| «Мэйсон»           | 13 декабря 1996     | Bath Iron Works      | 19 января 2000       | 23 июня 2001     | 12 апреля 2003      | Норфолк               | 22-я или 28-я эскадра эсминцев УРО |
| «Пребл»            | 13 декабря 1996     | Ingalls Shipbuilding | 22 июня 2000         | 1 июня 2001      | 9 ноября 2003       | Сан-Диего             | 21-я эскадра эсминцев УРО          |
| «Мастин»           | 6 марта 1998        | Ingalls Shipbuilding | 15 января 2001       | 12 декабря 2001  | 26 июля 2003        | Сан-Диего             | 15-я эскадра эсминцев УРО          |
| «Чэффи»            | 6 марта 1998        | Bath Iron Works      | 12 апреля 2001       | 2 ноября 2002    | 18 октября 2003     | Перл-Харбор           | 31-я эскадра эсминцев УРО          |
| «Пинкни»           | 6 марта 1998        | Ingalls Shipbuilding | 16 июля 2001         | 26 июня 2002     | 29 мая 2004         | Сан-Диего             | 23-я эскадра эсминцев УРО          |
| «Момсен»           | 6 марта 1998        | Bath Iron Works      | 16 ноября 2001       | 19 июля 2002     | 28 августа 2004     | Эверетт               | 9-я эскадра эсминцев УРО           |
| «Чан-Хун»          | 6 марта 1998        | Ingalls Shipbuilding | 14 января 2002       | 15 декабря 2002  | 18 сентября 2004    | Перл-Харбор           | 31-я эскадра эсминцев УРО          |
| «Нице»             | 6 марта 1998        | Bath Iron Works      | 20 сентября 2002     | 3 апреля 2004    | 5 марта 2005        | Норфолк               | 22-я или 26-я эскадра эсминцев УРО |
| «Джеймс И. Вильям» | 6 марта 1998        | Ingalls Shipbuilding | 15 июля 2002         | 25 июня 2003     | 11 декабря 2004     | Норфолк               | 26-я эскадра эсминцев УРО          |
| «Бэйнбридж»        | 6 марта 1998        | Bath Iron Works      | 7 мая 2003           | 13 ноября 2004   | 12 ноября 2005      | Норфолк               | 28-я эскадра эсминцев УРО          |
| «Халсей»           | 6 марта 1998        | Ingalls Shipbuilding | 13 января 2002       | 9 января 2004    | 30 июля 2005        | Сан-Диего             | 21-я эскадра эсминцев УРО          |
| «Форрест Шерман»   | 6 марта 1998        | Ingalls Shipbuilding | 7 августа 2003       | 2 октября 2004   | 28 января 2006      | Норфолк               | 2-я эскадра эсминцев УРО           |
| «Фэррегат»         | 6 марта 1998        | Bath Iron Works      | 9 января 2004        | 23 июля 2005     | 10 июня 2006        | Мэйпорт               | 24-я эскадра эсминцев УРО          |
| «Кидд»             | 6 марта 1998        | Ingalls Shipbuilding | 29 апреля 2004       | 22 января 2005   | 9 июня 2007         | Сан-Диего             | 21-я эскадра эсминцев УРО?         |
| «Гридли»           | 6 марта 1998        | Bath Iron Works      | 3 июля 2004          | 28 декабря 2005  | 10 февраля 2007     | Сан-Диего             | 7-я эскадра эсминцев УРО           |
| «Сэмпсон»          | 13 сентября 2002    | Bath Iron Works      | 20 марта 2005        | 16 сентября 2006 | 3 ноября 2007       | Сан-Диего             | 23-я эскадра эсминцев УРО          |
| «Тракстон»         | 13 сентября 2002    | Ingalls Shipbuilding | 11 апреля 2005       | 2 июня 2007      | 25 апреля 2009      | Сан-Диего             | 28-я эскадра эсминцев УРО          |
| «Стеррет»          | 13 сентября 2002    | Bath Iron Works      | 17 ноября 2005       | 19 марта 2007    | 9 августа 2008      | Сан-Диего             | ?                                  |
| «Дьюи»             | 13 сентября 2002    | Ingalls Shipbuilding | 4 октября 2006       | 26 января 2008   | 6 марта 2010        | Сан-Диего             | ?                                  |
| «Стокдейл»         | 13 сентября 2002    | Bath Iron Works      | 8 августа 2006       | 24 февраля 2008  | 18 апреля 2009      | Сан-Диего             | ?                                  |
| «Грейвели»         | 13 сентября 2002    | Ingalls Shipbuilding | 26 ноября 2007       | 30 марта 2009    | 20 ноября 2010      | Норфолк, Вирджиния    | ?                                  |
| «Вэйн Э. Мейер»    | 9 сентября 2002     | Bath Iron Works      | 18 мая 2007          | 19 октября 2008  | 10 октября 2009     | Сан-Диего, Калифорния | ?                                  |
| «Джэйсон Данхем»   | 13 сентября 2002    | Bath Iron Works      | 11 апреля 2008       | 1 августа 2009   | 13 ноября 2010      | Норфолк, Вирджиния    | ?                                  |
| «Вильям Лоуренс»   | 13 сентября 2002    | Ingalls Shipbuilding | 16 сентября 2008     | 15 декабря 2009  | 4 июня 2011         | Сан-Диего, Калифорния | ?                                  |
| «Спрюэнс»          | 13 сентября 2002    | Bath Iron Works      | 14 мая 2009          | 5 июня 2010      | 1 октября 2011      | Сан-Диего, Калифорния | ?                                  |
| «Майкл Мерфи»      | 13 сентября 2002    | Bath Iron Works      | 18 июня 2010         | 8 мая 2011       | 6 октября 2012      | Перл-Харбор, Гавайи   | ?                                  |

## Корабли серии IIA+
Планируется построить ещё девять эсминцев УРО типа «Арли Берк» улучшенной версии IIA (с внедрением некоторых функций версии III) взамен 5 из 7 эсминцев типа DDG-1000 Zumwalt, от постройки которых отказались.
| Название                | Дата заказа корабля | Верфь                | Начало строительства | Спуск на воду   | Ввод в боевой строй | База приписки | Эскадра |
| ----------------------- | ------------------- | -------------------- | -------------------- | --------------- | ------------------- | ------------- | ------- |
| «Джон Финн»             | 15 июня 2011        | Ingalls Shipbuilding | 5 ноября 2013        | 28 марта 2015   | 15 июля 2017        | Йокосука      | ?       |
| «Ральф Джонсон»         | 26 сентября 2011    | Ingalls Shipbuilding | 12 сентября 2014     | 12 декабря 2015 | 24 марта 2018       | Йокосука      | ?       |
| «Рафаэль Перальта»      | 26 сентября 2011    | Bath Iron Works      | 30 октября 2014      | 1 ноября 2015   | 29 июля 2017        | Йокосука      | ?       |
| «Томас Хаднер»          | 28 февраля 2012     | Bath Iron Works      | 16 ноября 2015       | 23 апреля 2017  | 1 декабря 2018      | Мэйпорт       | ?       |
| «Пол Игнатиус»          | 3 июня 2013         | Ingalls Shipbuilding | 20 октября 2015      | 12 ноября 2016  | 27 июля 2019        | Рота          | ?       |
| «Дэниел Инуи»           | 4 июня 2013         | Bath Iron Works      | 14 мая 2018          | 27 октября 2019 | 8 декабря 2021      | Перл-Харбор   | ?       |
| «Делберт Д. Блэк»       | 3 июня 2013         | Ingalls Shipbuilding | 1 июня 2016          | 8 сентября 2017 | 26 сентября 2020    | Мэйпорт       | ?       |
| «Карл М. Левин»         | 4 июня 2013         | Bath Iron Works      | 1 февраля 2019       | 16 мая 2021     | 24 июня 2023        | Перл-Харбор   | ?       |
| «Фрэнк Э. Петерсен мл.» | 3 июня 2013         | Ingalls Shipbuilding | 21 февраля 2017      | 13 июля 2018    | 14 мая 2022         | Перл-Харбор   | ?       |
| «Джон Бэзилоун»         | ?                   | Bath Iron Works      | 10 января 2020       | 12 июня 2022    | апрель 2024         | Мэйпорт       | ?       |
| «Ленах Сатклифф Хигби»  | ?                   | Ingalls Shipbuilding | 14 ноября 2017       | 27 января 2020  | 13 мая 2023         | Сан-Диего     | ?       |
| «Харви Барнум мл.»      | ?                   | Bath Iron Works      | 6 апреля 2021        | 2024            |                     |               | ?       |